# Râul Irmolea
Râul Irmolea, cunoscut și sub numele de   Râul Iermolia  , este un curs de apă afluent al râului Ruja. Râul Irmolea are o lungime de 10 km si un bazin hidrografic de 20 de km2, izvorând din Pădurea Valea Seacă, situată relativ aproape de Codrii Pașcanilor, și trece pe lângă satul Topile, de unde colectează de pe partea dreaptă principalul său afluent, râul Stoica, ulterior vărsându-se în Râul Ruja. În albia majoră a râului Irmolea se găsesc numeroase izvoare, 
tributare ale acestuia.